# Magda Szubanski
Magdalene Mary Therese Szubanski (Liverpool, 12 de abril de 1961) es una actriz, comediante y presentadora de televisión y de radio británico-australiana. Se hizo conocida por su interpretación de Esme Hoggett, la dueña de Babe, (1995) en la película oscarizada del Babe, el cerdito valiente. Otras de sus interpretaciones destacadas son la de Margaret O'Halloran en la trilogía Dogwoman y de Sharon Strzelecki en Kath & Kim.

## Biografía
Es hija de padre polaco y madre escocesa-irlandesa, tiene un hermano y una hermana.
Junto a su familia emigraron a Australia en 1966. Asistió al Siena College en Camberwell, Melbourne, Victoria, Australia. En 1976 y con 10 años fue capitana de su equipo durante un concurso académico transmitido por televisión.
El 14 de febrero de 2012 Magda salió del armario como lesbiana durante una declaración en donde apoyaba al matrimonio entre personas del mismo sexo en Australia.

## Carrera

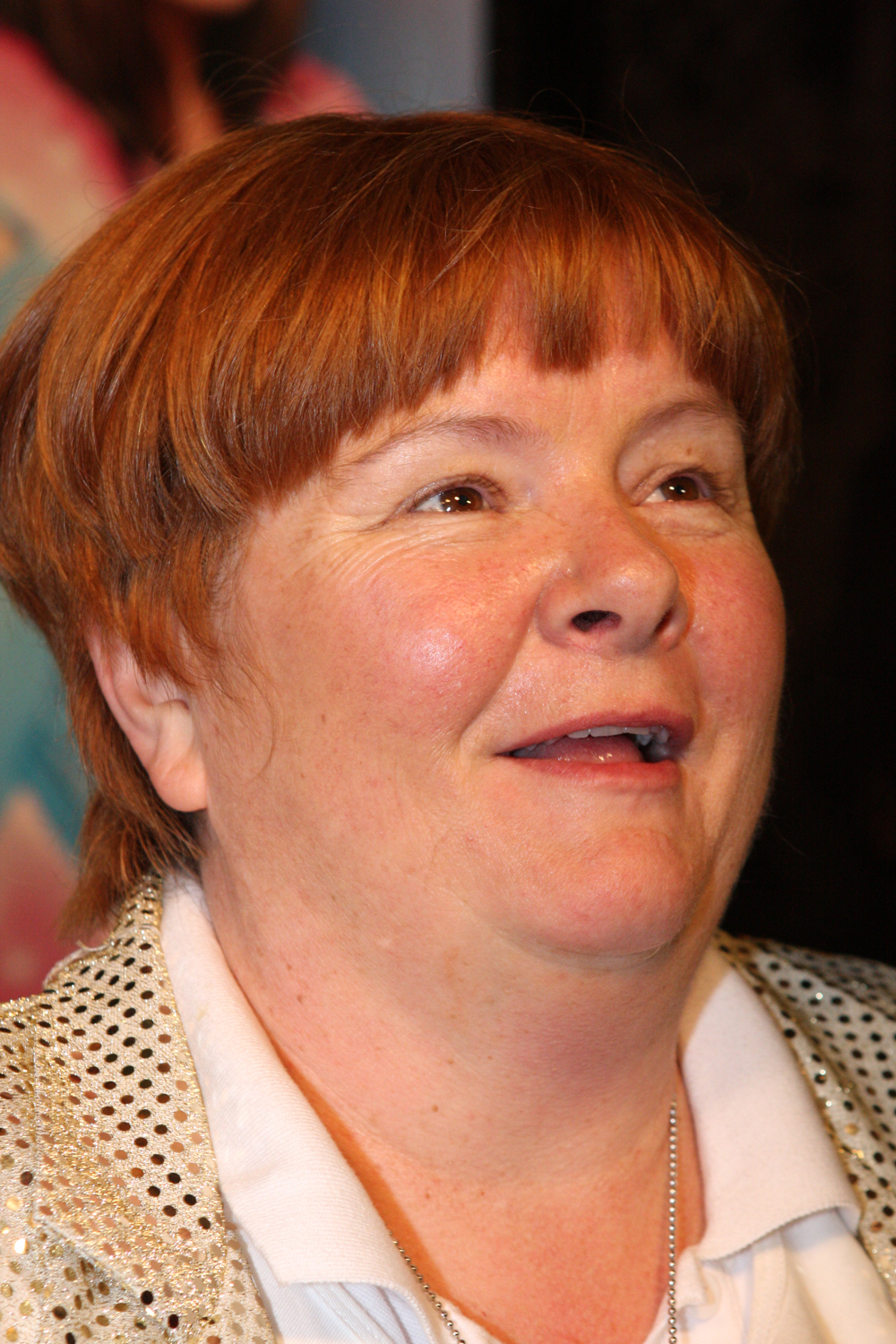
Magda Szubanski

En 1993, interpretó los personajes de Judith Gates y Kim Borrodale en la película The Making of Nothing.
En 1995, se unió al elenco de la película Babe, donde interpretó a Esme Cordelia Hoggett, la esposa del granjero Arthur Hoggett (James Cromwell), quien se alegra al saber que Arthur se ha ganado al cerdito Babe en la feria.
En 1998 Magda interpretó nuevamente el papel de Esme Hoggett en la segunda parte de la película Babe llamada Babe: Pig in the City. Ese mismo año comenzó a aparecer en el programa Something Stupid donde dio vida a varios personajes.
En el 2000, interpretó a Margaret O'Halloran en las películas Dogwoman: The Legend of Dogwoman, Dogwoman: Dead Dog Walking y en Dogwoman: A Grrrl's Best Friend.
En el 2002 se unió al elenco de la serie Kath & Kim donde dio vida a la obsesionada por los deportes y desafortunada en el amor, Sharon Karen Strzelecki, hasta el final de la serie en el 2007. Ese mismo año se unió al elenco de la película The Crocodile Hunter: Collision Course donde dio vida a Brozzie Drewitt, la dueña de una gasolinería que decide tomar la decisión de matar al cocodrilo después de que este se comiera parte de su ganado.
Tiempo después, se le ofreció la posibilidad de interpretar un papel en una película junto a Richard Gere, pero lo rechazó para protagonizar la segunda temporada de la serie de Kath & Kim.
En el 2005, obtuvo un papel secundario en la película Son of the Mask donde interpretó a la vecina Betty. Al año siguiente se unió al elenco de actores que prestaría su voz para los personajes de la película animada Happy Feet, donde interpretaba a Miss Viola, la madre de Boadicea "Bo" y maestra en la tierra del emperador.
En el 2007 obtuvo un papel secundario en la película de fantasía y aventura La brújula dorada donde interpretó a la señora Lonsdale, la criada del Jordan College. En noviembre del 2008 se unió como embajadora de la compañía de dieta "Jenny Craig".
En el 2011 Magda prestó nuevamente su voz para el personaje de Miss Viola ahora en la película Happy Feet 2. En mayo del 2014 se anunció que Magda se uniría a la segunda temporada de la serie It's a Date.
En septiembre del 2018 aparecerá como invitada en la popular serie australiana Neighbours donde dará vida a Jemima Davies-Smythe, la encargada de celebrar la boda entre Aaron Brennan y David Tanaka.

## Filmografía

### Televisión
| Año         | Título                           | Personaje               | Notas                                                     |
| ----------- | -------------------------------- | ----------------------- | --------------------------------------------------------- |
| 2021        | Weakest Link                     | Ella misma              |                                                           |
| 2018        | Neighbours                       | Jemima Davies-Smythe    | 11 episodios                                              |
| 2017        | Sisters                          | Diane                   | 7 episodios                                               |
| 2014        | It's a Date                      | Mary-Angela             | episodio "How Much Research Should You Do Before Dating?" |
| 2014        | Legit                            | Anne Jefferies          | 2 episodios                                               |
| 2014        | Rake                             | Helen                   | episodio # 3.3                                            |
| 2002 - 2007 | Kath & Kim                       | Sharon Karen Strzelecki | 32 episodios                                              |
| 2006        | Magda's Funny Bits               | Varios Personajes       | 4 episodios                                               |
| 1999, 2001  | Farscape                         | Furlow                  | 3 episodios                                               |
| 1998        | Something Stupid                 | Varios Personajes       | 6 episodios                                               |
| 1997        | Good Guys Bad Guys               | Bella Bouvier           | episodio "Return of the Phantom"                          |
| 1996        | The Genie from Down Under        | Doris                   | episodio "Nobody's Perfect"                               |
| 1994        | Big Girl's Blouse                | Varios Personajes       | 9 episodios                                               |
| 1993        | Full Frontal                     | Artista                 | 4 episodios                                               |
| 1989 - 1992 | Fast Forward                     | Varios Personajes       | 90 episodios                                              |
| 1992        | Bligh                            | Betsy Bligh             | 13 episodios                                              |
| 1988 - 1989 | The D Generation Goes Commercial | Varios Personajes       | 4 episodios                                               |
| 1986 - 1987 | The D Generation                 | Varios Personajes       | 16 episodios                                              |

### Películas
| Año  | Título                                 | Personaje           | Notas                                                                                                |
| ---- | -------------------------------------- | ------------------- | --- |
| 2017 | Three Summers                          | -                   | junto a Robert Sheehan, Rebecca Breeds, Jacqueline McKenzie, Mahesh Jadu y Deborah Mailman           |
| 2013 | Goddess                                | Cassandra Wolfe     | junto a Laura Michelle Kelly, Ronan Keating, Dustin Clare, Hugo Johnstone-Burt y Pia Miranda         |
| 2012 | Kath & Kimderella                      | Sharon Strzelecki   | junto a Jane Turner, Gina Riley, Richard E. Grant, Nicholas Bell y Jessica De Gouw                   |
| 2011 | Happy Feet 2                           | Miss Viola          | junto a Carlos Alazraqui, Robin Williams, Elijah Wood, Hugo Weaving y Brad Pitt                      |
| 2010 | Santa's Apprentice                     | Beatrice            | junto a Jean-Pierre Marielle, Max Cullen, Holly Fraser, Delta Goodrem y Shane Jacobson               |
| 2009 | Bran Nue Dae                           | Betty               | junto a Jessica Mauboy, Ernie Dingo, Geoffrey Rush, Deborah Mailman y Tom Budge                      |
| 2007 | The Golden Compass                     | Mrs. Lonsdale       | junto a Nicole Kidman, Eva Green, Dakota Blue Richards, Daniel Craig y Ian McKellen                  |
| 2007 | Little Deaths                          | Iris                | junto a Simon Barbaro, Christopher Brown, Caroline Craig, Luke Elliot, Abe Forsythe y Mirrah Foulkes |
| 2007 | Goodnight, V.                          | Mrs. March          | corto - junto a Gary Cole, Patty Cornell, Cheryl Hines, Mike Kimmel y Daniela Melgoza                |
| 2007 | Dr. Plonk                              | Mrs. Plonk          | junto a Nigel Martin, Paul Blackwell y Wayne Anthoney                                                |
| 2006 | Happy Feet                             | Miss Viola          | junto a Carlos Alazraqui, Robin Williams, Hugh Jackman, Hugo Weaving y Miriam Margolyes              |
| 2005 | Da Kath & Kim Code                     | Sharon Strzelecki   | junto a Jane Turner, Gina Riley, Barry Humphries y Rove McManus                                      |
| 2005 | Son of the Mask                        | Betty               | junto a Jamie Kennedy, Alan Cumming, Traylor Howard y Bob Hoskins                                    |
| 2002 | The Crocodile Hunter: Collision Course | Brozzie Drewitt     | junto a Steve Irwin, David Wenham, Lachy Hulme, Aden Young, Steve Bastoni y Robert Coleby            |
| 2001 | Dogwoman: The Legend of Dogwoman       | Margaret O'Halloran | junto a Tara Morice, Raj Ryan, Alison Whyte, Leo Taylor, Paul Gleeson y John Forsyth                 |
| 2000 | Dogwoman: Dead Dog Walking             | Margaret O'Halloran | junto a Tara Morice, Raj Ryan, Sandy Winton, Anthony Simcoe, Anne Phelan y Torquil Neilson           |
| 2000 | Dogwoman: A Grrrl's Best Friend        | Margaret O'Halloran | junto a Tara Morice, Simon Lyndon, Raj Ryan y Robert Menzies                                         |
| 1998 | Babe: Pig in the City                  | Esme Hoggett        | junto a James Cromwell, Felix Williamson, Miriam Margolyes, Hugo Weaving y Nathan Kress              |
| 1997 | The D Generation: The Bottom Drawer    | Varios Personajes   | corto - junto a Rob Sitch, Tony Martin y Nicholas Bufalo                                             |
| 1995 | Babe                                   | Esme Hoggett        | junto a James Cromwell, Marshall Napier, Zoe Burton, Hugo Weaving y Miriam Margolyes                 |
| 1993 | The Making of Nothing                  | Judith Gates        | junto a Jane Turner, Michael Veitch, Cameron Daddo, Kim Gyngell y Geneviève Picot                    |

### Escritora, productora, directora y artista
| Año         | Título                              | Notas                                                          |
| ----------- | ----------------------------------- | -------------------------------------------------------------- |
| 2012        | Kath & Kimderella                   | escritora                                                      |
| 2002 - 2007 | Kath & Kim                          | 32 episodios - escritora                                       |
| 2005        | Da Kath & Kim Code                  | artista: "Mele Kalikimaka"' y escritora del material adicional |
| 2001        | Dogwoman: The Legend of Dogwoman    | productora                                                     |
| 2000        | Dogwoman: Dead Dog Walking          | escritora y productora                                         |
| 2000        | Dogwoman: A Grrrl's Best Friend     | productora                                                     |
| 1998        | Something Stupid                    | 6 episodios - escritora y productora                           |
| 1997        | The D Generation: The Bottom Drawer | corto - escritora                                              |
| 1995        | The Search for Christmas            | directora y escritora                                          |
| 1994        | Big Girl's Blouse                   | 9 episodios - escritora y productora                           |
| 1993        | Full Frontal                        | episodio # 1.11 - escritora                                    |
| 1989 - 1992 | Fast Forward                        | 90 episodios - escritora                                       |
| 1988 - 1989 | The D Generation Goes Commercial    | 3 episodios - escritora                                        |
| 1986 - 1987 | The D Generation                    | 14 episodios - escritora                                       |

### Comediante
| Año  | Título                         | Notas             |
| ---- | ------------------------------ | ----------------- |
| 2008 | The Man Inside Dame Edna       | comediante        |
| 1993 | The Friday Night Comedy Summit | obra - comediante |
| 1993 | Gala Opening                   | obra - comediante |

### Apariciones
| Año  | Programa                                       | Notas                  |
| ---- | ---------------------------------------------- | ---------------------- |
| 2013 | The Silic & Lee Show                           | episodio "Dressing Up" |
| 2010 | Today                                          | artista invitada       |
| 2006 | The Crocodile Hunter: A Tribute to Steve Irwin | artista invitada       |
| 2004 | The Last Great Amateurs                        | -                      |
| 2003 | Fast Forward: One More Round                   | artista invitada       |

### Teatro[7]
| Año        | Obra                                          | Personaje       | Director (a)   | Teatro                | Notas                                                    |
| ---------- | --------------------------------------------- | --------------- | -------------- | --------------------- | -------------------------------------------------------- |
| 2014       | Snow White-Winter Family Musical              | Reina Grismalda | -              | -                     | junto a Andrew Cutcliffe                                 |
| 2012       | A Funny Thing Happened...                     | Domina          |                | Her Majesty's Theatre | junto a Geoffrey Rush                                    |
| 2011       | Love, Loss And What I Wore                    | -               | Wayne Harrison | -                     | junto a Judi Farr y Mirrah Foulkes                       |
| 2008, 2009 | Guys and Dolls                                | Big Julie       | Jamie Lloyd    | Capitol Theatre       | junto a Shane Jacobson, Lisa McCune y Anne Phelan        |
| 2007       | The Madwoman of Chaillot                      | -               | Simon Phillips | -                     | junto a Julie Forsyth, Francis Greenslade y Kerry Walker |
| 2006, 2007 | The 25th Annual Putnam County Spelling Bee    | William Barfee  | Simon Phillips | Sydney Theatre        | junto a Tyler Coppin, Lisa McCune y Tim Wright           |
| 2005       | Grease The Arena Spectacular                  | Miss Lynch      | Jamie Lloyd    | -                     | junto a Natalie Bassingthwaighte y Craig McLachlan       |
| 1993, 1994 | The Rise and Fall of Little Voice             | -               | Wayne Harrison | Wharf Theatre         | junto a Chris Haywood y Felix Williamson                 |
| 1991       | The Royal Commission into the Australian Eco. | Cardigan        | -              | -                     | junto a Gerry Connolly, Margaret Downey y Sue Ingleton   |
| 1985       | Too Cool for Sandals                          | -               | -              | -                     | junto a Michael Veitch y Tom Gleisner                    |

## Premios y nominaciones
| Año  | Categoría                                                                  | Premio                  | Serie/Película | Resultado |
| ---- | -------------------------------------------------------------------------- | ----------------------- | -------------- | --------- |
| 2008 | Most Popular Actress                                                       | Silver Logie Award      | Kath & Kim     | Nominada  |
| 2005 | Most Popular Actress                                                       | Silver Logie Award      | Kath & Kim     | Nominada  |
| 2004 | Best Actress in a Supporting or Guest Role in a Television Drama or Comedy | AFI Award               | Kath & Kim     | Nominada  |
| 2003 | Outstanding Comic Performance on Australian TV                             | Australian Comedy Award | Kath & Kim     | Nominada  |
| 2003 | Best Actress in a Supporting or Guest Role in a Television Drama or Comedy | AFI Award               | Kath & Kim     | Nominada  |
| 2002 | Best Actress in a Supporting or Guest Role in a Television Drama           | AFI Award               | Kath & Kim     | Ganadora  |
| 1996 | Most Popular Comedy Personality                                            | Logie Award             | -              | Ganadora  |
| 1992 | Most Popular Light Entertainment/Comedy Female Performer                   | Logie Award             | Fast Forward   | Ganadora  |